# Isabel Godin des Odonais

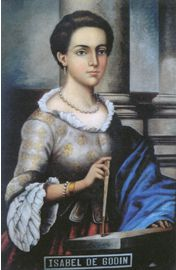
Isabel Godin des Odonais, Gemälde eines unbekannten Künstlers

Isabel Godin des Odonais geb. Graméson (* 1728 in Riobamba, Vizekönigreich Peru, jetziges Ecuador; † 28. September 1792 Département Cher, Frankreich) wurde durch ihre strapaziöse und gefährliche Reise durch das Amazonasgebiet im 18. Jahrhundert bekannt, in der sie eine Suchexpedition anführte, um ihren Mann Jean Godin wiederzufinden. Ihre Reise gilt als einmalig in der Geschichte Südamerikas. Bevor es ihr gelang, ihren Mann nach 20 Jahren Trennung wiederzufinden, legte sie fast 5000 Kilometer Wegstrecke zurück auf ihrem Weg, der sie von West-Peru durch das Anden-Gebirge und das Amazonasbecken bis zur Mündung des Amazonas führte.

## Herkunft und Vorgeschichte

### Kindheit und Jugend
Die Geburtsstadt Isabel Godins war Riobamba, eine spanische Kolonialstadt im Vizekönigreich Peru. Ihr Vater war der Verwaltungsbeamte Don Pedro Graméson y Bruno. Isabel erfuhr eine gute Schulbildung und lernte neben dem indigenen Quechua und Spanisch auch fließend Französisch sprechen.

### Heirat mit Jean Godin
Während seines Aufenthalts in Riobamba verliebte sich der mit einer französischen Expedition reisende Kartograph Jean Godin in die 13-jährige Isabela. Trotz Bedenken ihres Vaters kam es zur Heirat am 27. Dezember 1741. Isabel wurde schwanger.

### Reise Jean Godins nach Französisch-Guayana und Trennung
Jean blieb zunächst bei seiner schwangeren Frau, um die Geburt des Sohnes Joachim abzuwarten, statt sich der Expedition Charles Marie de La Condamines anzuschließen, um Messungen am Äquator durchzuführen. Doch als ihn die Nachricht vom Tode seines Vaters erreichte, entschloss er sich, mit seiner jungen Familie nach Frankreich zurückzukehren. Zunächst würde er jedoch allein nach Cayenne, Französisch-Guayana reisen und dort die nötigen Vorkehrungen mit den französischen Behörden treffen. Nach seiner Ankunft in Cayenne erfuhr Godin jedoch, dass ihm die Rückreise in die portugiesischen und spanischen Gebiete nicht gestattet werden würde. Da er nicht ohne seine Familie nach Frankreich zurückkehren wollte, ließ sich Godin in Französisch-Guayana nieder und versuchte in stetigem Schriftwechsel die Genehmigung seiner Rückreise zu erreichen. Nach dem Fürsprechen La Condamines und veränderten politischen Konstellationen gewährte der portugiesische König Godin die Rückreise durch das Amazonasgebiet. Godin trat der 30-köpfigen Schiffsbesatzung jedoch nicht bei, da er zuvor aufrührerische Schreiben über die Portugiesen verfasst hatte und sich nun vor einem Racheakt fürchtete. Der Kapitän des Schiffs trat ohne den Franzosen dennoch die lange Reise an, um gemäß seiner Order dessen Frau zu holen.

## Isabels Reise
Isabel begann ihre berühmte Reise 1769, vier Jahre nachdem das portugiesische Schiff die Reise angetreten hatte, um Jean Godins Frau nach Französisch-Guayana zu bringen. Isabel brach mit einer 42 Personen starken Gruppe auf, darunter Verwandte, Diener, 31 Indianer und drei Franzosen. Zunächst mussten die Anden überquert werden, was von Besatzungsmitgliedern als schwierigster Abschnitt identifiziert wurde. Die Wegstrapazen wurde durch die grassierende Pockenepidemie in den dortigen Gebieten weiter erschwert, wodurch es schwieriger war, die Vorräte aufzufüllen. Anschließend begann die Fahrt flussabwärts auf dem Amazonas in einem Kanu, das sich aber bald als unzureichend erwies. Deshalb errichtete die Gruppe ein Lager, während ein kleiner Trupp mit dem Kanu weiterfuhr, um Proviant und weitere Transportmittel zu besorgen. Das Camp erwies sich als tödliche Falle für viele Besatzungsmitglieder, die sich im Dschungel mit Infekten ansteckten und starben. Die zurückkehrende Vorhut fand nur noch die Leichen der im Camp Verbliebenen vor und sandte fälschlicherweise auch die Nachricht von Isabels Tod an Isabels Vater Don Pedro aus. Auch Jean Godin erfuhr davon. Isabel wurde jedoch von Indianern gerettet, nachdem sie neun Tage allein und orientierungslos im Dschungel umhergeirrt war. Die Indianer halfen ihr, wieder zu Kräften zu kommen und am Ende doch noch auf das Schiff zu gelangen, welches sie ans Ziel ihrer Reise bringen sollte. Die Kunde von Isabel Godins unglaublicher Reise hatte sich verbreitet, und sie wurde von immer mehr Menschen flussabwärts begrüßt.

## Wiedervereinigung mit Jean Godin
Am 22. Juli 1770 trafen sich Isabel Godin und ihr Mann Jean nach 20 Jahren Trennung in der Stadt Oyapock nahe der Grenze von Französisch-Guayana und Brasilien wieder. Das Paar lebte dann in Cayenne, bevor Isabel, ihr Mann und ihr Vater im April 1773 die Reise nach Frankreich antraten. Dort starb Don Pedro 1780, Jean Godin starb im März 1792 in Paris und Isabel am 18. September 1792 in der Kleinstadt Saint Amand im zentralfranzösischen Département Cher.

## Rolle in der südamerikanischen Folklore
Die strapaziöse Reise durch das Andengebirge und das wilde Amazonasgebiet während der Kolonialzeit sowie der aufopferungsvolle Einsatz der Adelsfrau Isabel Godin auf der Suche nach dem verschollenen Ehemann bot Stoff für Legendenbildung. Die Figur wurde stilisiert und steht symbolhaft für die unerschütterliche Liebe einer Frau und die Kräfte und Entschlossenheit, die diese Liebe mobilisieren kann.

## Bücher
- Celia Wakefield: Searching for Isabel Godin. Chicago Review Press, Chicago 1996, ISBN 1-55652-225-8.
- Peter Baumann: Die Liebe der Isabel Godin Fischer Verlag, Frankfurt/M. 2003, ISBN 3-59615-847-8
- Anthony Smith: The Lost Lady of the Amazon: The Story of Isabela Godin and Her Epic Journey. Carroll & Graf, New York 2003, ISBN 0-7867-1048-9.
- Robert Whitaker: The Mapmaker's Wife: A True Tale of Love, Murder, and Survival in the Amazon. Basic Books, New York 2004, ISBN 0-7382-0808-6.
- Larrie D. Ferreiro: Measure of the Earth: The Enlightenment Expedition that Reshaped Our World. Basic Books, New York 2011, ISBN 978-0-465-01723-2.